# Underemployed
Underemployed est une série télévisée américaine en douze épisodes de 42 minutes créée par Craig Wright et diffusée du 16 octobre 2012 au 12 janvier 2013 sur MTV.
En France, la série est diffusée à partir du 27 avril 2013 sur MTV France, et aussi sur D17. Néanmoins cette série reste inédite dans les autres pays francophones.

## Synopsis
La série suit le quotidien de cinq jeunes personnes de Chicago qui veulent rentrer dans le marché du travail mais connaissent plusieurs échecs.

## Distribution

### Acteurs principaux
- Sarah Habel : Daphné Glover
- Jared Kusnitz (en) : Louis « Lou » Craft
- Diego Boneta (VFB : Sébastien Hébrant) : Miles Gonzalez
- Inbar Lavi : Raviva
- Michelle Ang (VFB : Esther Aflalo) : Sophia Swanson

### Acteurs récurrents
- Julianna Guill : Bekah
- Rachel Cannon : Deb
- Dan J. Johnson : Jamel
- Danny McCarthy (en) : Paul
- Olesya Rulin : Pixie Dexter
- Bar Paly : Tatiana
- Charlie Weber : Todd
- Angel M. Wainwright (VFB : Mélanie Dermont) : Laura

- Version française
  - Autres voix : Bruno Borsu[5]
  - Adaptation des dialogues : Perrine Dézulier[6], Olivier Le Treut[4]

## Épisodes
| no                      | Titre (original)    | Date de diffusion | Audience |
| ----------------------- | ------------------- | ----------------- | -------- |
| 1                       | Pilot               | 16 octobre 2012   | 650 000  |
| 2                       | The Crib            | 23 octobre 2012   | 646 000  |
| 3                       | The Roommate        | 30 octobre 2012   | 401 000  |
| 4                       | The Day of Yore     | 6 novembre 2012   | 402 000  |
| 5                       | The Trivial Pursuit | 13 novembre 2012  | 378 000  |
| 6                       | The Tasting         | 20 novembre 2012  | 616 000  |
| 7                       | The Focus Group     | 27 novembre 2012  | 342 000  |
| 8                       | The Gig             | 8 décembre 2012   | 281 000  |
| 9                       | The Confession      | 22 décembre 2012  | 280 000  |
| 10                      | The Kids            | 29 décembre 2012  | 230 000  |
| 11                      | The Message         | 5 janvier 2013    | 239 000  |
| 12                      | The Heart           | 12 janvier 2013   | 343 000  |
| Moyenne Audience        |                     |                   |          |
| 300 000 téléspectateurs |                     |                   |          |